# Llista de monuments de Cambrils
Llista de monuments de Cambrils inclosos en l'Inventari del Patrimoni Arquitectònic Català per al municipi de Cambrils (Baix Camp). Inclou els inscrits en el Registre de Béns Culturals d'Interès Nacional (BCIN) amb la classificació de monuments històrics, els béns culturals d'interès local (BCIL) de caràcter arquitectònic i els béns immobles d'interès urbanístic (BIU) amb nivell 3 de protecció urbanística.
| Monument                                                                               | Protecció      | Estil/època                               | Localització                                          | Coordenades                                          | Codi?         | Imatge |
| -------------------------------------------------------------------------------------- | -------------- | ----------------------------------------- | ----------------------------------------------------- | ---------------------------------------------------- | ------------- | --- |
| Parc Samà                                                                              | BCIN 315-JH-EN | Eclecticisme, neoclassicisme-romàntic XIX | Cambrils Ctra. T-312 Vinyols i els Arcs               | 41° 06′ 20″ N, 1° 01′ 14″ E / 41.10553°N,1.02044°E   | RI-52-0000044 | Parc Samà (Cambrils) · Vegeu més fotos d'aquest monument · Carregueu una nova foto d'aquest monument                          |
| Torre del santuari del Camí                                                            | BCIN 598-MH    | XVI                                       | Cambrils C. Verge del Camí                            | 41° 04′ 17″ N, 1° 03′ 03″ E / 41.071331°N,1.050946°E | RI-51-0006608 | Torre del santuari del Camí (Cambrils) · Vegeu més fotos d'aquest monument · Carregueu una nova foto d'aquest monument        |
| Torre del Port                                                                         | BCIN 599-MH    | XVII                                      | Cambrils C. del Consolat de Mar                       | 41° 03′ 55″ N, 1° 03′ 36″ E / 41.065361°N,1.060028°E | RI-51-0006609 | Torre del Port (Cambrils) · Vegeu més fotos d'aquest monument · Carregueu una nova foto d'aquest monument                     |
| Torre del Mas del Bisbe                                                                | BCIN 600-MH    | XVI                                       | Cambrils Ctra. N-340, km 1147                         | 41° 05′ 09″ N, 1° 05′ 05″ E / 41.085747°N,1.084675°E | RI-51-0006611 | Torre del Mas del Bisbe (Cambrils) · Vegeu més fotos d'aquest monument · Carregueu una nova foto d'aquest monument            |
| Torre de l'Hort de Maria, o Torre del Llimó                                            | BCIN 802-MH    | XVI                                       | Cambrils C. de Creus                                  | 41° 04′ 28″ N, 1° 03′ 04″ E / 41.074506°N,1.050995°E | RI-51-0006610 | Torre de l'Hort de Maria (Cambrils) · Vegeu més fotos d'aquest monument · Carregueu una nova foto d'aquest monument           |
| Torre de l'Esquirol                                                                    | BCIN 1803-MH   | XIX                                       | Cambrils Pg. Marítim de Llevant, platja de l'Esquirol | 41° 03′ 52″ N, 1° 05′ 06″ E / 41.064388°N,1.085029°E | RI-51-0006799 | Torre de l'Esquirol (Cambrils) · Vegeu més fotos d'aquest monument · Carregueu una nova foto d'aquest monument                |
| Muralla de Cambrils                                                                    | BCIN 4022-MH   | XIV, XVII-XIX                             | Cambrils C. de la Corona d'Aragó                      | 41° 04′ 34″ N, 1° 03′ 04″ E / 41.076051°N,1.051047°E | IPA-19452     | Muralla de Cambrils · Vegeu més fotos d'aquest monument · Carregueu una nova foto d'aquest monument                           |
| Església parroquial de Santa Maria                                                     | BCIL 2008      | Barroc, historicisme XVI-XVII, XVIII      | Cambrils Pl. de l'Església                            | 41° 04′ 28″ N, 1° 03′ 07″ E / 41.074391°N,1.051833°E | IPA-9417      | Església parroquial de Santa Maria (Cambrils) · Vegeu més fotos d'aquest monument · Carregueu una nova foto d'aquest monument |
| Església de Sant Pere                                                                  | BCIL 2006      | Monumentalisme academicista XX            | Cambrils C. de Pau Casals, 14                         | 41° 03′ 58″ N, 1° 03′ 37″ E / 41.066196°N,1.060302°E | IPA-9418      | Església de Sant Pere (Cambrils) · Vegeu més fotos d'aquest monument · Carregueu una nova foto d'aquest monument              |
| Mas de Sant Rafael, o Mas dels Teixells, Castell de Teixells                           | BCIL 2006      | Obra popular XVI                          | Cambrils Camí de Riudecanyes                          | 41° 06′ 00″ N, 0° 59′ 57″ E / 41.100031°N,0.999032°E | IPA-9419      | Mas de Sant Rafael (Cambrils) · Vegeu més fotos d'aquest monument · Carregueu una nova foto d'aquest monument                 |
| Mas de l'Arany, o Mas de Soley                                                         | BCIL 2006      | Obra popular XV, XVIII                    | Cambrils C. del Jonc                                  | 41° 03′ 21″ N, 1° 01′ 19″ E / 41.055740°N,1.021986°E | IPA-9420      | Mas de l'Arany (Cambrils) · Vegeu més fotos d'aquest monument · Carregueu una nova foto d'aquest monument                     |
| Santuari de la Verge del Camí, Ermita de la Mare de Déu del Camí                       | BCIL 2006      | Barroc XVIII                              | Cambrils Av. de la Verge del Camí                     | 41° 04′ 17″ N, 1° 03′ 04″ E / 41.071303°N,1.051141°E | IPA-9421      | Santuari de la Verge del Camí (Cambrils) · Vegeu més fotos d'aquest monument · Carregueu una nova foto d'aquest monument      |
| Mas d'en Bosch, o Mas d'Oliver                                                         | BCIL 2006      | Obra popular XV                           | Cambrils Camí del Mas d'en Bosch                      | 41° 05′ 11″ N, 1° 05′ 54″ E / 41.086261°N,1.098425°E | IPA-9422      | Mas d'en Bosch (Cambrils) · Vegeu més fotos d'aquest monument · Carregueu una nova foto d'aquest monument                     |
| Ermita del Mas d'en Bosch, Mare de Déu de Vilafortuny o Santa Maria del Mas d'en Bosch | BCIL 2006      | Obra popular XV-XVI                       | Cambrils Av. del Mas d'en Bosch, Vilafortuny          | 41° 05′ 09″ N, 1° 05′ 56″ E / 41.085893°N,1.098750°E | IPA-9423      | Ermita del Mas d'en Bosch (Cambrils) · Vegeu més fotos d'aquest monument · Carregueu una nova foto d'aquest monument          |
| Torre de la riera d'Alforja                                                            |                | Obra popular XVII                         | Cambrils Av. del Baix Camp                            | 41° 04′ 19″ N, 1° 03′ 18″ E / 41.072044°N,1.054944°E | IPA-9424      | Torre de la riera d'Alforja (Cambrils) · Vegeu més fotos d'aquest monument · Carregueu una nova foto d'aquest monument        |
| Molí de la Torre                                                                       |                | Obra popular XIV                          | Cambrils Entre C. Lleida i Av. del Mar                | 41° 04′ 07″ N, 1° 04′ 14″ E / 41.068680°N,1.070576°E | IPA-9425      | Molí de la Torre (Cambrils) · Vegeu més fotos d'aquest monument · Carregueu una nova foto d'aquest monument                   |
| Museu Molí de les Tres Eres                                                            |                | Obra popular Medieval, XVIII              | Cambrils C. de la Via Augusta, 1                      | 41° 04′ 21″ N, 1° 03′ 23″ E / 41.072474°N,1.056410°E | IPA-9426      | Molí de les Tres Eres (Cambrils) · Vegeu més fotos d'aquest monument · Carregueu una nova foto d'aquest monument              |
| Mas de Sentís, o Mas de Ribas                                                          |                | Obra popular XVIII, XX                    | Cambrils Ctra. N-340, km 1.143,5                      | 41° 04′ 10″ N, 1° 02′ 49″ E / 41.069576°N,1.046820°E | IPA-9427      | Mas de Sentís (Cambrils) · Vegeu més fotos d'aquest monument · Carregueu una nova foto d'aquest monument                      |
| Torre Bargallona, Torre Bergallona, o Jardineria Cort                                  |                | Obra popular XVI                          | Cambrils Partida de Vilagrassa                        | 41° 05′ 21″ N, 1° 05′ 25″ E / 41.089202°N,1.090359°E | IPA-9428      | Torre Bargallona (Cambrils) · Vegeu més fotos d'aquest monument · Carregueu una nova foto d'aquest monument                   |
| Casa de la Senyora Margarida, o Cal Campanyà                                           |                | Obra popular XIX                          | Cambrils C. de l'Hospital, 1                          | 41° 04′ 27″ N, 1° 03′ 12″ E / 41.074206°N,1.053365°E | IPA-9429      | Casa de la Senyora Margarida (Cambrils) · Vegeu més fotos d'aquest monument · Carregueu una nova foto d'aquest monument       |
| Cal Boqueres. Casa al carrer de l'Hospital, 4 (Cambrils)                               |                | Obra popular XVIII                        | Cambrils C. Hospital, 4                               | 41° 04′ 28″ N, 1° 03′ 12″ E / 41.074342°N,1.053305°E | IPA-9430      | Casa al carrer de l'Hospital, 4 (Cambrils) · Vegeu més fotos d'aquest monument · Carregueu una nova foto d'aquest monument    |
| Casa al carrer de Lloveras, 17                                                         |                | Obra popular XVI                          | Cambrils C. de Lloveras, 17                           | 41° 04′ 30″ N, 1° 03′ 03″ E / 41.07493°N,1.05094°E   | IPA-9431      | Casa al carrer de Lloveras, 17 (Cambrils) · Vegeu més fotos d'aquest monument · Carregueu una nova foto d'aquest monument     |
| Casa al carrer Major, 5                                                                |                | Obra popular XVII                         | Cambrils C. Major, 5                                  | 41° 04′ 30″ N, 1° 03′ 07″ E / 41.074936°N,1.051915°E | IPA-9432      | Casa al carrer Major, 5 (Cambrils) · Vegeu més fotos d'aquest monument · Carregueu una nova foto d'aquest monument            |
| Casa al carrer Major, 23                                                               |                | Obra popular XVI                          | Cambrils C. Major, 23                                 | 41° 04′ 31″ N, 1° 03′ 05″ E / 41.075173°N,1.051340°E | IPA-9433      | Casa al carrer Major, 23 (Cambrils) · Vegeu més fotos d'aquest monument · Carregueu una nova foto d'aquest monument           |
| Mas d'en Blai, o Torre del Mas d'en Blai                                               |                | Obra popular XVI                          | Cambrils Partida de Samà                              | 41° 06′ 07″ N, 1° 01′ 02″ E / 41.101969°N,1.017232°E | IPA-9434      | Mas d'en Blai (Cambrils) · Vegeu més fotos d'aquest monument · Carregueu una nova foto d'aquest monument                      |
| Molí de l'Ardiaca                                                                      | BCIL 2004      | Obra popular XVIII                        | Cambrils                                              | 41° 03′ 28″ N, 1° 01′ 47″ E / 41.057879°N,1.029774°E | IPA-30195     | Molí de l'Ardiaca (Cambrils) · Vegeu més fotos d'aquest monument · Carregueu una nova foto d'aquest monument                  |
| Castell de Vilafortuny                                                                 | BCIL 2006      | Obra popular, gòtic tardà XI, XV          | Cambrils Av. de Vilafortuny                           | 41° 04′ 20″ N, 1° 05′ 47″ E / 41.072361°N,1.096389°E | IPA-38300     | Castell de Vilafortuny (Cambrils) · Vegeu més fotos d'aquest monument · Carregueu una nova foto d'aquest monument             |
| Antic celler del Sindicat Agrícola, actual Museu Agrícola de Cambrils                  | BCIL 2018      | Noucentisme Bernardí Martorell i Puig XX  | Cambrils C. del Sindicat, 2                           | 41° 04′ 22″ N, 1° 03′ 11″ E / 41.072745°N,1.052990°E | IPA-40497     | Antic Celler del Sindicat Agrícola (Cambrils) · Vegeu més fotos d'aquest monument · Carregueu una nova foto d'aquest monument |
| Forn del Ferré                                                                         |                | Obra popular XIX-XX                       | Cambrils Raval de Gràcia                              | 41° 04′ 34″ N, 1° 03′ 23″ E / 41.076141°N,1.056284°E | IPA-43772     | Forn del Ferré (Cambrils) · Vegeu més fotos d'aquest monument · Carregueu una nova foto d'aquest monument                     |
| Xemeneia de la Bòbila del Vidiella, o fumera                                           |                | Obra popular XIX-XX                       | Cambrils Bòbila del Vidiella                          | 41° 04′ 36″ N, 1° 03′ 21″ E / 41.076753°N,1.055777°E | IPA-43773     | Xemeneia de la Bòbila del Vidiella (Cambrils) · Vegeu més fotos d'aquest monument · Carregueu una nova foto d'aquest monument |
| Xemeneia de la Bòbila d'en Rigual, o fumera                                            |                | Obra popular XIX-XX                       | Cambrils Raval de Gràcia                              | 41° 04′ 37″ N, 1° 03′ 30″ E / 41.076953°N,1.058417°E | IPA-43775     | Xemeneia de la Bòbila d'en Rigual (Cambrils) · Vegeu més fotos d'aquest monument · Carregueu una nova foto d'aquest monument  |
| Molí de Dalt                                                                           |                | Obra popular XVIII                        | Cambrils Nou Cambrils, raval de Gràcia                |                                                      | IPA-43776     | Carregueu una nova foto d'aquest monument                                                                                     |
| Molí del Planes, Molí d'en Bernat Rollan                                               |                | Obra popular XVIII-XIX                    | Cambrils                                              |                                                      | IPA-43777     | Carregueu una nova foto d'aquest monument                                                                                     |
| Forn de la Castlania                                                                   |                | Obra popular XIX-XX                       | Cambrils La Castlania                                 |                                                      | IPA-43778     | Carregueu una nova foto d'aquest monument                                                                                     |